# Hermann Scherchen

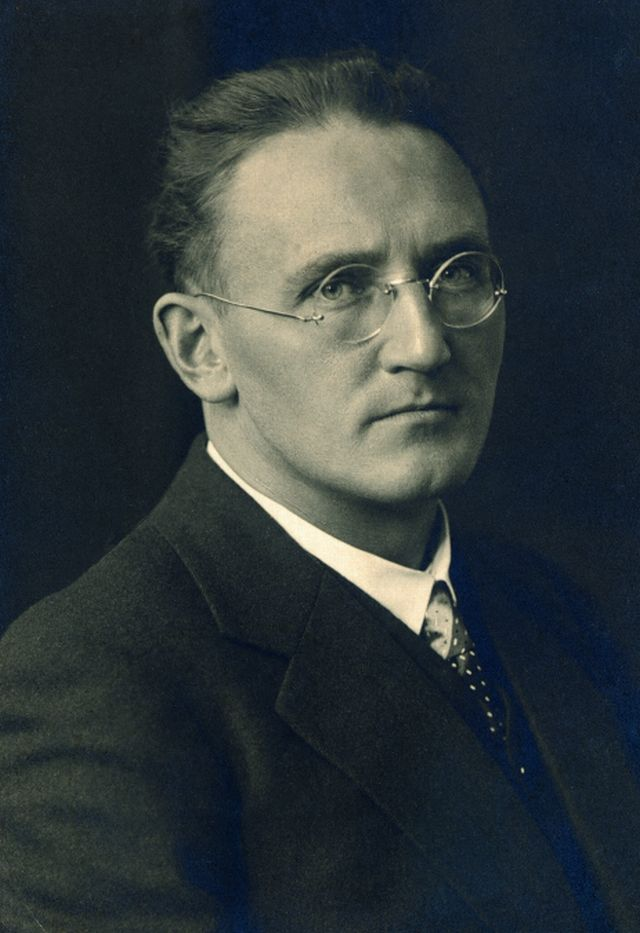
Hermann Scherchen

Hermann Scherchen (Berlijn, 21 juni 1891 – Florence, 12 juni 1966) was een Duits dirigent en muziekpedagoog.

## Levensloop
Scherchen kreeg als klein jongetje al vioollessen. Van 1907 tot 1910 was hij altviolist in het Blüthner orkest in Berlijn. De basis voor zijn latere baan als dirigent legde hij grotendeels als autodidact. In 1911 ontmoette hij Arnold Schönberg, met wie hij voor de première van zijn Pierrot lunaire zou samenwerken. Het werd voor hem een richtinggevende samenwerking en zij gingen samen in 1912 op concerttournee.  
Hij ging naar Riga en was daar van 1914 tot 1916 dirigent. In 1917 maakte hij als civiele krijgsgevangene in een kamp in de Oeral de Russische Oktoberrevolutie mee (hij was aan het begin van de Eerste Wereldoorlog tijdens een concert in Letland als vijandelijke buitenlander door de Russen gevangengenomen). Het idee van socialisme als zegen voor de mensheid liet Scherchen niet meer los. In 1918 vertaalde hij het arbeiderslied Смело, товарищи, в ногу! (Smelo, towarischtschi, w nogu) in het Duitse: Brüder, zur Sonne Brüder, zur Freiheit. Na terugkeer in Berlijn stichtte hij in 1923 de Internationale Gesellschaft für Neue Musik (IGNM) en richtte het muziekmagazine Melos op. In de omgeving van de IGNM maakte hij ook kennis met Karl Amadeus Hartmann. Hij werd de mentor van deze jonge componist. In 1926 dirigeerde hij het gezelschap voor de eerste keer tijdens de Donaueschinger Musiktage, een forum voor de promotie van eigentijdse muziek. Verder stichtte hij een strijkkwartet (Scherchen Quartett) en was werkzaam als muziekleraar en dirigent van twee arbeiderskoren. 
Daarna had hij vele aanstellingen als dirigent. Van Leipzig (1920/1921) ging hij naar Frankfurt am Main (1922–1924; als opvolger van Wilhelm Furtwängler artistiek directeur van de Museumconcerten) en Winterthur (1922–1947) en ten slotte naar Koningsbergen, waar hij van 1928 tot 1931 dirigeerde en daarnaast ook tot 1933 leider van de muziekafdeling van de omroep was. 
In 1933 verliet de overtuigde communist Scherchen Duitsland, vanwege zijn aversie tegen het Fascisme. Na 1933 stichtte hij orkesten in Brussel en Wenen met de namen Ars Viva en Musica Viva, die hoofdzakelijk eigentijdse muziek uitvoerden. 
Na de Tweede Wereldoorlog was Scherchen van 1945 tot 1950 hoofd van de muziekafdeling van Radio Beromünster in Zwitserland en tevens chef-dirigent van het studio-orkest bij de SRG SSR idée suisse - Sociéte Suisse de Radiodiffusion et Télévision. Vanaf 1950 participeerde hij in de Darmstädter Ferienkursen für Neue Musik en dirigeerde vele premières van werken van toenmalige avant-garde-componisten. In 1954 richtte hij in Gravesano met steun van de UNESCO een studio voor research op het gebied van de elektroakoestiek (omroep- en opnametechniek) op. In 1959 en 1960 was hij chef-dirigent van de Nordwestdeutsche Philharmonie in Herford.
Scherchen staat als dirigent vooral bekend om zijn onconventionele interpretaties. Er bestaat een opname van de 5e symfonie van Gustav Mahler, waarbij hij meerdere maten in de partituur gecoupeerd heeft. Er bestaan grove kritieken over zijn interpretatie
Na een kort huwelijk met de actrice Gerda Müller leefde Scherchen met de Chinese componiste Hsia Shu-sien. Uit het laatste huwelijk werd dochter Tona Scherchen in 1937 geboren. In 1949 vertrokken moeder en dochter naar China. Later maakte de dochter naam als componiste, vooral toen zij in 1972 naar Frankrijk vertrok.

## Onderscheidingen
- 1930 Benoeming als eredoctor van de filosofie aan de Universiteit "Albertina" van Koningsbergen
- 1957 Duitse Kritiek-prijs

## Publicaties
- Lehrbuch des Dirigierens, Leipzig, 1929 (ook verkrijgbaar in het Engels, Frans en Spaans)
- Vom Wesen der Musik, Winterthur, 1946
- Musik für Jedermann, Winterthur, 1950
- Alles hörbar machen: Briefe eines Dirigenten 1920–1939, Berlijn, 1976
- Aus meinem Leben, Berlijn, 1984